# Leonardo Cybo
Leonardo Cybo (Gênova, primeira metade do século XIV – Local desconhecido, antes de outubro de 1404) foi um jurista e cardeal genovês da Igreja Católica pertencente à família Cybo. 

## Biografia
Era irmão de Angelo Cybo. Possuía formação em utroque iure, tanto em direito canônico quanto civil. Ele exerceu a advocacia e foi um jurisconsulto famoso.
Foi criado cardeal pelo Papa Bonifácio IX no Consistório de 27 de fevereiro de 1402, recebendo o título de cardeal-diácono de Santos Cosme e Damião.
Morreu antes de outubro de 1404, pois não consta qualquer informação no Conclave de 1404 sobre este cardeal.